# Stedingen

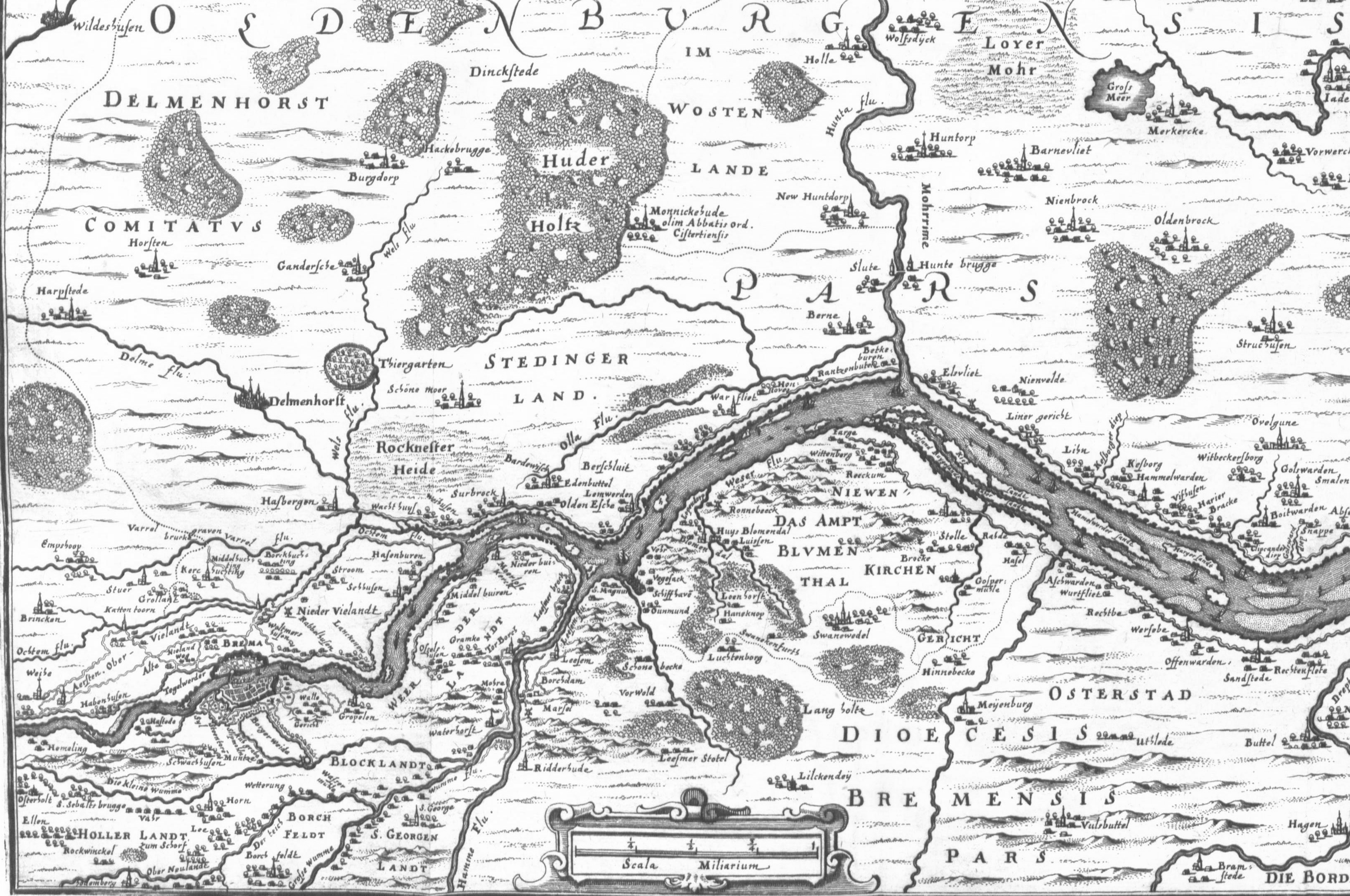
Unterwesergebiet mit dem Stedinger Land

Stedingen (Stedingerland) ist ein Landstrich in der oldenburgischen Wesermarsch und umfasst heute im Wesentlichen das Gebiet der Gemeinden Lemwerder und Berne im niedersächsischen Landkreis Wesermarsch. Stedingen wurde im 13. Jahrhundert von der expandierenden Grafschaft Oldenburg annektiert.

## Geschichte
Im späten Mittelalter und in der frühen Neuzeit umfasste Stedingen neben dem heutigen Gebiet die vormaligen vier Marschvogteien Moorriem, Oldenbrook, Strückhausen und Hammelwarden, die Vogtei Wüstenlande (Stedingerwüste oder Wösting genannt), das jenseits der Weser gelegene Osterstade und wahrscheinlich auch den damals schon vorhandenen Teil des nachmaligen Vogteidistrikts Schwei. Da Stedingen erst nach dem Ende der Gauverfassung besiedelt wurde, hat es einen Gau namens Stedingen vermutlich nie gegeben. Das Gebiet des später Stedingen genannten Gebiets war im frühen und im hohen Mittelalter Teil des sächsischen Largaus, Nieder-Stedingen des Ammergaus.
Zwar ist in lateinischsprachigen Urkunden von einem „populus Stedingorum Rustringiae“ die Rede, damit sind jedoch nicht die sächsischen Stedinger aus den Gebieten südlich des Stadlandes gemeint, sondern friesische Butjadinger und Stadlander aus den rüstringischen Stammlanden. Eine geistige Verwandtschaft der Stedinger mit ihren friesischen Nachbarn bestand insofern, als sich die Stedinger bis zum Anfang des 13. Jahrhunderts Rechte erkämpften, die mit denen in den benachbarten friesischen Siedlungen vergleichbar waren. In diesem Zusammenhang wird oft der Begriff „Bauernrepublik“ verwendet.

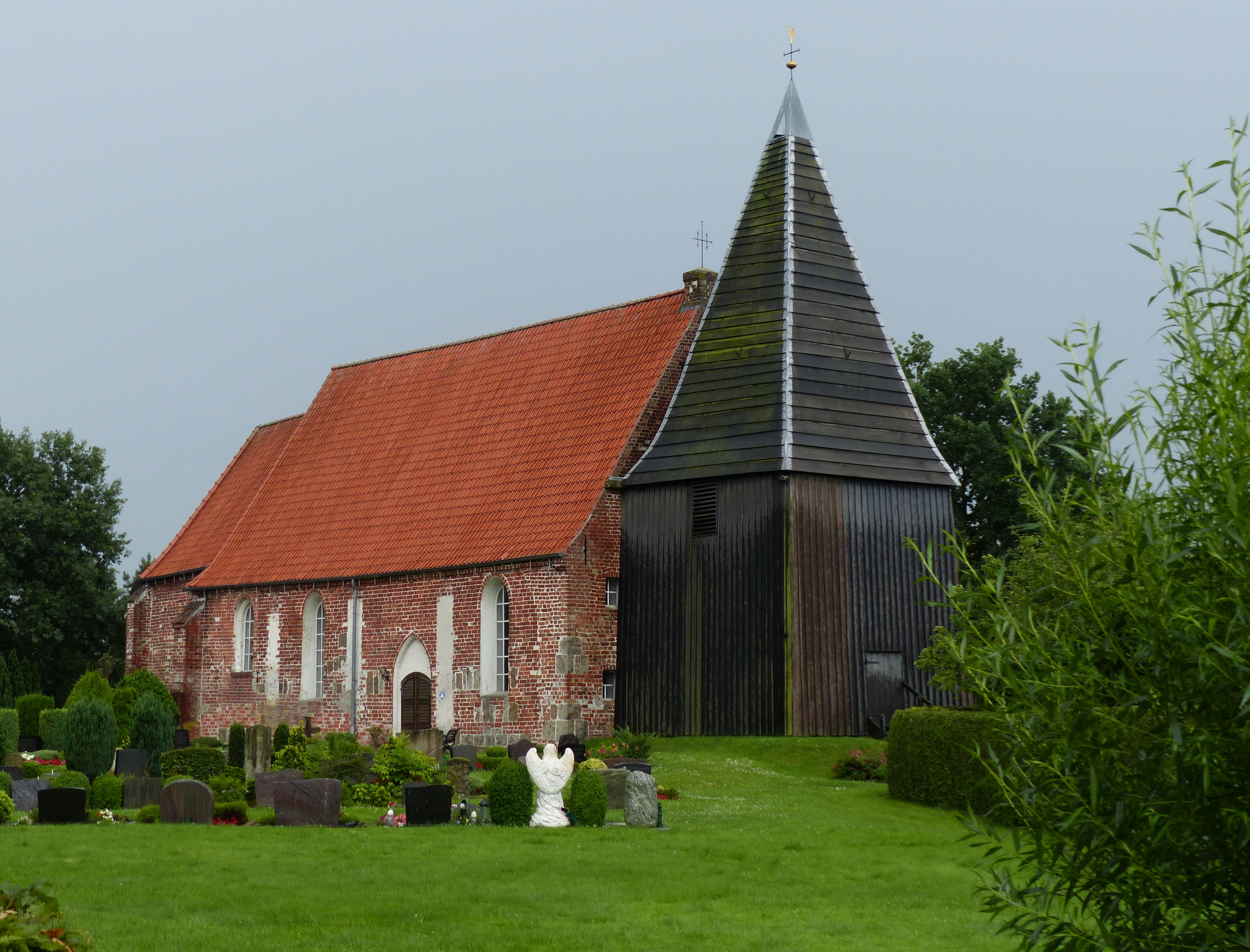
Ort der Schlacht von Altenesch: St. Gallus in Süderbrook
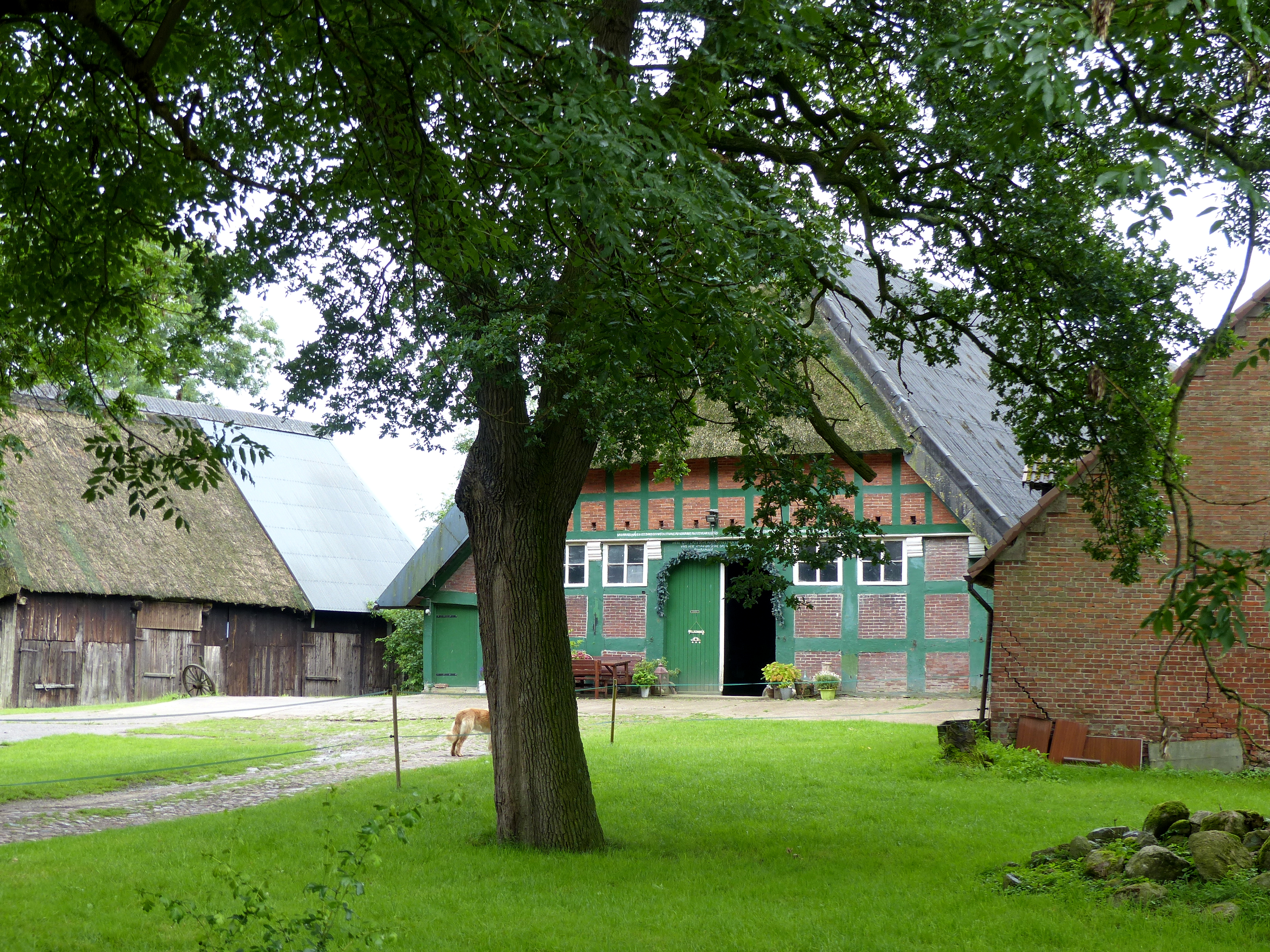
Bauernhof in Altenesch
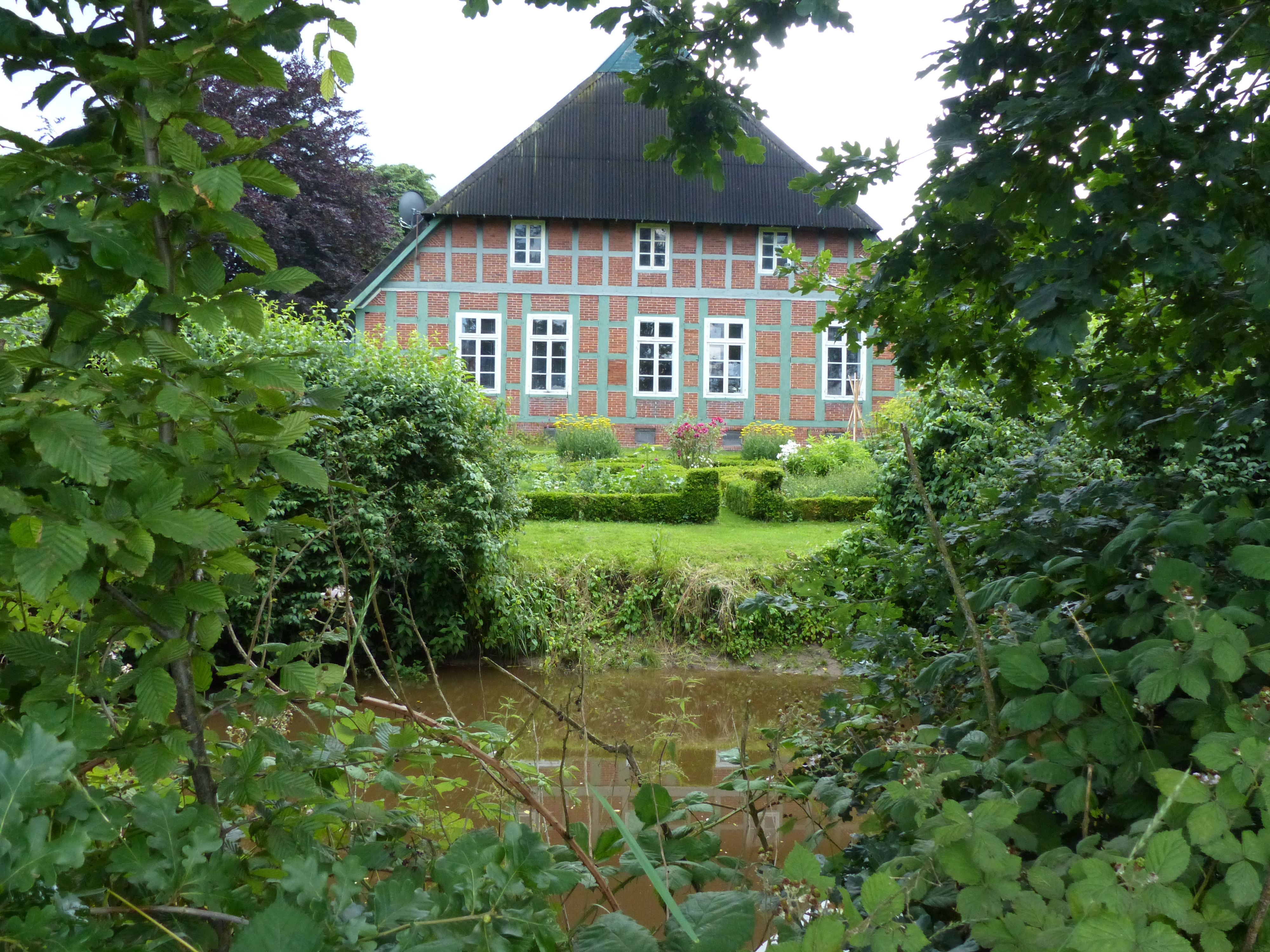
Bauernhaus an der Ollen in Krögerdorf
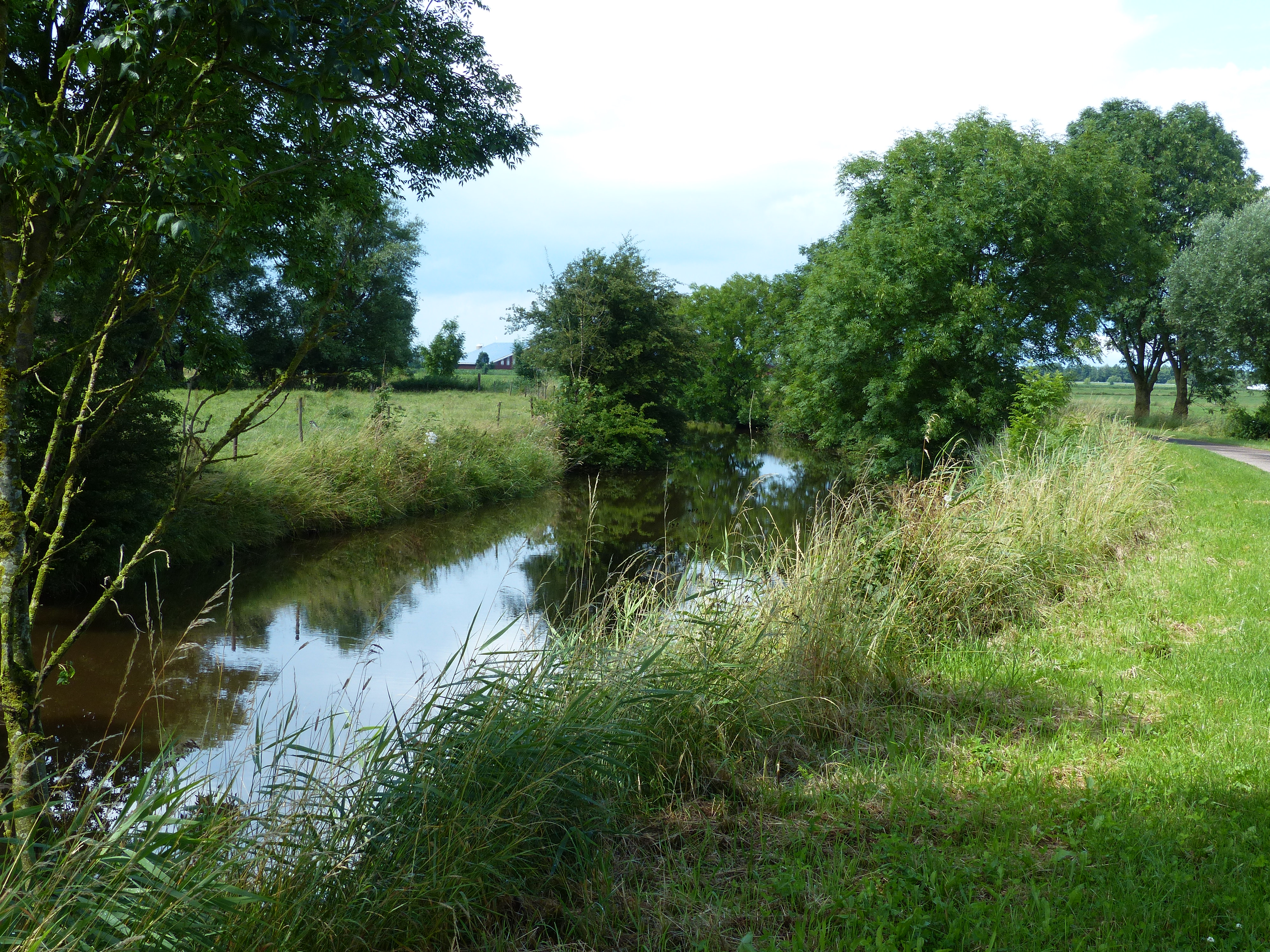
Landschaft an der Ollen

## Geografie
Die Gebiete südwestlich des Stadlandes und nordwestlich der Hunte wurden früher Niederstedingen, die Gebiete südöstlich der Hunte Oberstedingen genannt. Das jetzige Stedingerland beschränkt sich auf das frühere Oberstedingen; es wird durch die Flüsse Ochtum, Weser und Hunte begrenzt sowie im Süden durch das (fast vollständig trockengelegte) Moor nördlich von Hude und Bookholzberg. Es wird von mehreren kleinen Flüssen, der Berne, Hörspe und der Ollen, durchströmt und berührt im Süden den Geestrand. Der Marschenboden ist fruchtbar und wird überwiegend als von Entwässerungsgräben durchzogenes Grünland genutzt. Das Gebiet ist hochwassergefährdet und entlang der Flüsse durch Deiche geschützt.
Das heutige Stedingen deckt den Südosten des Landkreises Wesermarsch ab, ragt aber als Landschaft ein Stück in den Landkreis Oldenburg hinein, da der Geestrand und damit die Grenze der Wesermarsch etwas südlich der Grenze zwischen den Landkreisen verläuft.
Die Stedinger Weserdörfer sind von der Schifffahrt geprägt. Im 18. und frühen 19. Jahrhundert war das nahe Vegesack Heimathafen der Bremer Walfangflotte. In der Straße entlang des Weserdeichs bauten sich Walfänger ihre reetgedeckten Häuschen, später auch Kapitäne kleine Villen. Im Deichvorland liegen die Produktionsstätten dreier Werften, Abeking & Rasmussen, Fassmer und Lürssen.

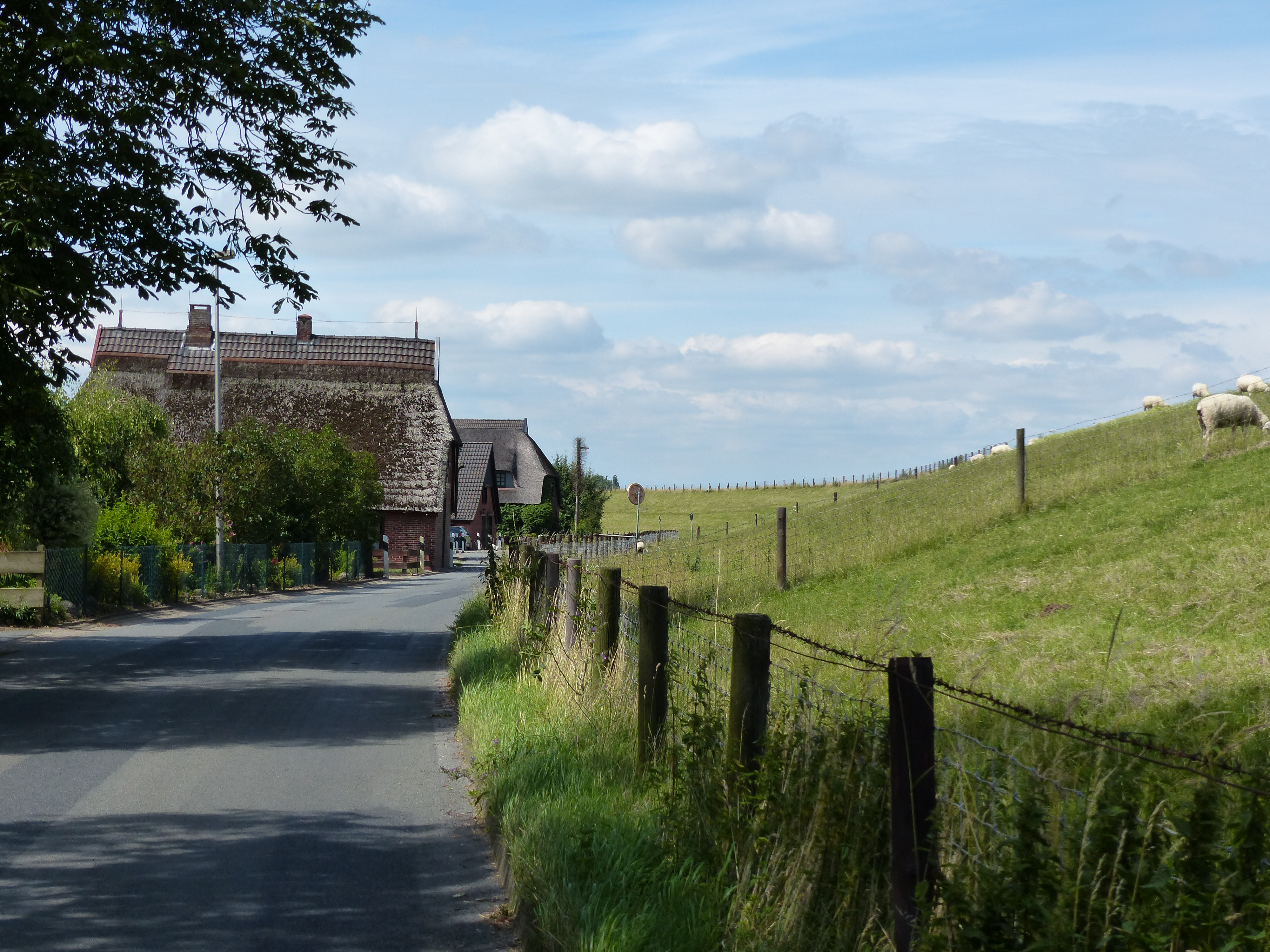
Weserdeich in Lemwerder-Ritzenbüttel
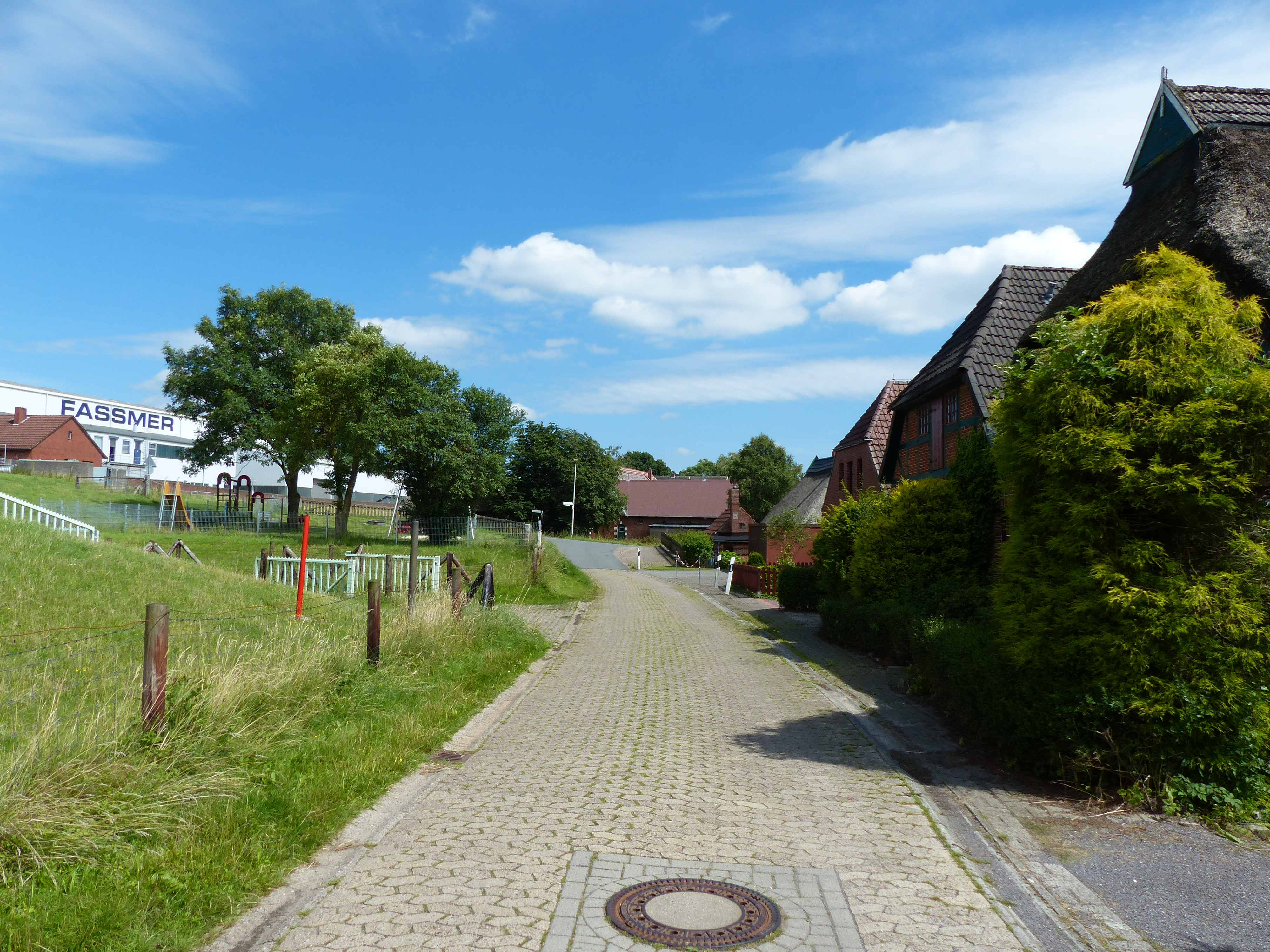
Schifferhäuser und eine Halle der Fassmer-Werft (Stammsitz in Motzen) in Berne-Bardenfleth